# Tharra frontalis
Tharra frontalis är en insektsart som beskrevs av Nielson 1975. Tharra frontalis ingår i släktet Tharra och familjen dvärgstritar. Inga underarter finns listade i Catalogue of Life.